# Sir Derek H. Barton Gold Medal
Die Sir Derek H. Barton Gold Medal der Royal Society of Chemistry wird alle zwei Jahre seit 2002 für Leistungen in Organischer Chemie vergeben. Sie ist zu Ehren von Derek H. Barton benannt.
Die Medaille wird nur für Arbeiten vergeben, die nach der Zeit veröffentlicht wurden, als der Preisträger 60 Jahre alt wurde. Das spiegelt die Karriere von Barton wider, der auch nach seinem Ruhestand in England weiter an ausländischen Universitäten forschte (bis zu seinem Tod mit 80 Jahren). Die Verleihung wird mit einem Dinner bei der Royal Society of Chemistry in London gefeiert, bei dem nach dem Willen von Barton nur beste Weine und Speisen serviert werden sollten.

## Preisträger
- 2002 Gilbert Stork
- 2004 Albert Eschenmoser
- 2006 Teruaki Mukaiyama
- 2008 Jack Baldwin
- 2010 Ryōji Noyori
- 2012 Jean-Marie Lehn
- 2014 Elias James Corey
- 2016 Keith U. Ingold
- 2018 Samuel Danishefsky
- 2020 Barry Trost
- 2022 K. Barry Sharpless
- 2024 Paul Wender